# Janet Rossant

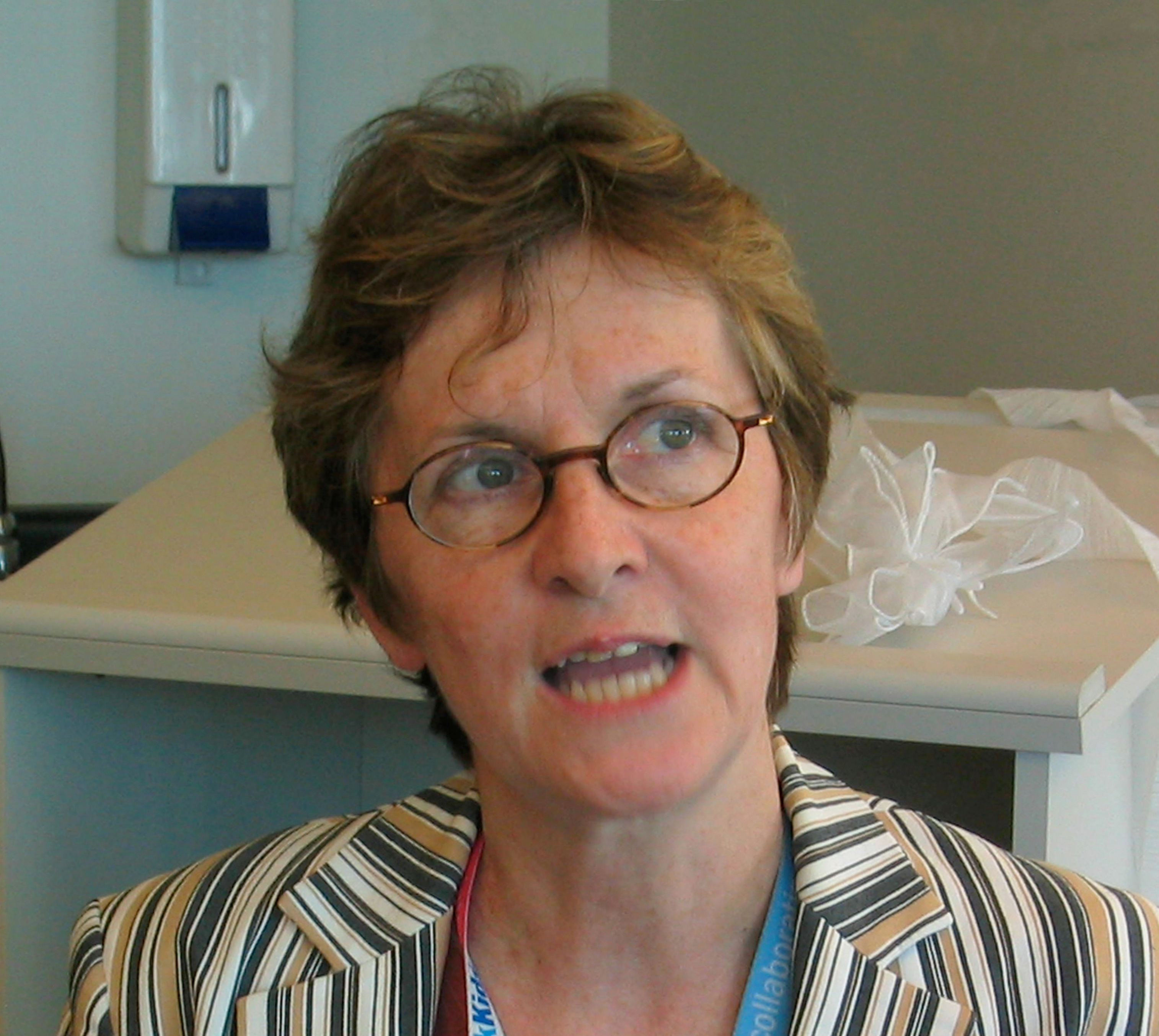
Janet Rossant

Janet Rossant CC (* 13. Juli 1950 in Chatham, Vereinigtes Königreich) ist eine britisch-kanadische Entwicklungsbiologin und Genetikerin.

## Leben
Rossant erwarb 1972 an der University of Oxford, England, einen Master in Zoologie und 1976 bei Richard L. Gardner an der University of Cambridge einen Ph.D. mit einer Arbeit zur Entwicklungsbiologie von Säugetieren. Als Postdoktorandin arbeitete sie wieder an der University of Oxford, bevor sie 1977 eine erste Professur (Assistant Professor) für Biologie an der Brock University in St. Catharines, Kanada, erhielt. 1981 wurde sie dort Associate Professor. Im selben Jahr erhielt sie eine zusätzliche Stelle als Adjunct Professor für Pathologie an die McMaster University in Hamilton. 1985 wechselte Rossant als Associate Professor für medizinische Genetik an die University of Toronto, 1988 erhielt sie dort eine ordentliche Professur. Von 1985 bis 2002 forschte sie zusätzlich am Samuel Lunenfeld Research Institute am Mount Sinai Hospital in Toronto. Außerdem ist Rossant (Stand 2021) Forschungsgruppenleiterin in der Abteilung für Entwicklungsbiologie und Stammzellforschung am Hospital for Sick Children in Toronto, hält eine Professur für Molekulargenetik an der University of Toronto. Seit 2016 ist sie wissenschaftliche Direktorin der Gairdner Foundation.

## Wirken
Rossant konnte mit ihren Arbeiten am Modellorganismus Maus wesentlich zum Verständnis des gesamten Reproduktions- und Entwicklungszyklus der Säugetiere beitragen. Sie entwickelte zahlreiche Techniken, um das Schicksal einzelner Zellen oder die Änderung einzelner Gene zu verfolgen. Rossant kreierte mehrere Maus-Modelle, anhand derer sich menschliche angeborene Fehlbildungen und andere Störungen untersuchen lassen. Mit ihren Arbeiten versucht sie die genetischen Grundlagen der Entwicklung früher Zelllinien und die Entstehung der Stammzellen zu verstehen. Besonderes Augenmerk richtet sie auf die Entstehung von Blastozyste und Trophoblast, die Entwicklung der frühesten Orientierung im Embryo und die Signalwege, die die Entwicklung des Gefäßsystems steuern.

## Auszeichnungen (Auswahl)
- 1993 Mitglied der Royal Society of Canada[3]
- 1999 Robert L. Noble Prize[4]
- 2000 Mitglied der Royal Society[5]
- 2001 Fellow der American Association for the Advancement of Science
- 2003 Mitglied der American Academy of Arts and Sciences[6]
- 2005 Michael Smith Prize der Canadian Institutes of Health Research (CIHR)[7]
- 2007 March of Dimes Prize in Developmental Biology[8]
- 2007 Edwin G. Conklin Medal[9]
- 2008 Ausländisches Mitglied der National Academy of Sciences[10]
- 2015 Canada Gairdner Wightman Award
- 2015 Companion des Order of Canada
- 2018 UNESCO-L’Oréal-Preis
- 2018 Assoziiertes Mitglied der European Molecular Biology Organization
- 2025 Mitglied der American Philosophical Society